# Antoni Cirerol Thomàs
Antoni Cirerol Thomàs (Palma, 27 d'agost de 1926 - Palma, 11 de desembre de 2015) fou un advocat i polític mallorquí, primer President del Parlament de les Illes Balears.

## Biografia
Estudià al Col·legi de La Salle de Palma i el 1944 va anar a estudiar dret a la Universitat de Barcelona, on es llicencià el 1949. Va fer ampliació d'estudis a la Universitat de Bilbao i a la Universitat Complutense de Madrid.
El 1970 fou nomenat regidor de Palma pel terç d'entitats professionals, formant part del consistori fins a les eleccions municipals espanyoles de 1979. De 1972 a 1978 fou tinent d'alcalde d'hisenda i patrimoni i de 1974 a 1976 fou president de l'Empresa Municipal d'Aigües i Clavegueram.
Ingressà a Alianza Popular el 1976 i formà part de la llista del partit per Balears, com a número 3, a les eleccions generals espanyoles de 1977, però no fou escollit. Fou diputat elegit a les eleccions al Parlament de les Illes Balears de 1983 amb el partit Aliança Popular. Fou nomenat primer president del Parlament de les Illes Balears i exercí aquest càrrec del 1983 fins al 1987 durant la I legislatura.
Durant la seva etapa com a president de Parlament balear, la Cambra va aprovar lleis molt significatives: llei de declaració d'Es Trenc-Salobrar de Campos com a Àrea natural d'especial interès (ANEI), llei de creació de la Radiotelevisió pública balear, llei de normalització lingüística, llei electoral, llei de Sindicatura de Comptes, llei d'Acció Social, llei d'Ordenació i Protecció d'Àrees Naturals d'Interès Especial, llei d'ordenació territorial o la llei de declaració de ses Salines d'Eivissa i Formentera com ANEI.
Més tard, Cirerol va exercir el càrrec de secretari general de la Junta del Port de Palma, atès que era funcionari públic de l'Estat en el cos especial de secretaris de juntes de ports.